# Comitetul Helsinki pentru Drepturile Omului din Moldova
Comitetul Helsinki pentru Drepturile Omului din Republica Moldova este o organizație non-guvernamentală, independentă, non-profit pentru drepturile omului, fondată de un grup de activiști în domeniul drepturilor omului la Tiraspol, regiunea transnistreană a Republicii Moldova, în anul 1990, în contextul prăbușirii Uniunii Sovietice. 
Comitetul Helsinki monitorizează respectarea angajamentelor în domeniul drepturilor omului asumate de către Republica Moldova în fața OSCE, ONU, Consiliul Europei. Comitetul pledează pentru respectarea, protecția și promovarea drepturilor omului prin expertizarea independentă a drepturilor omului, a cadrului legal și a practicilor de aplicare acestora, sprijinirea intereselor publice și acționarea în justiție în susținerea acestora, sporirea gradului de conștientizare în rândurile unor grupuri specifice și a publicului larg, referitor la evoluțiile și îngrijorările în domeniul drepturilor omului. 
Activitatea Comitetului se călăuzește de acceptarea și perceperea valorilor universale superioare a drepturilor și libertăților individuale, justiției sociale, egalității și non-discriminării.
Rapoartele detaliate ale Comitetului Helsinki cu privire la subiecte specifice și la situația generală privind respectarea drepturilor omului în Moldova sunt solicitate și servesc drept sursă demnă de informare pentru un șir de entități specializate, inclusiv cele ce fac parte din Consiliul Europei, OSCE, ONU etc. Cercetările, documentările, rezultatele acestora sunt bazate în exclusivitate pe surse și contribuții autentice, indigene având ca informație primară realitățile și situațiile concrete din Republica Moldova.